# ناحية بانيقيا
ناحية بانيقيا أو ناحية النور أو ناحية مظلوم هي ناحية في غرب قضاء النجف في محافظة النجف في منطقة الفرات الأوسط في جمهورية العراق، المركز الحضري للناحية هو قرية النور، رمز الناحية الإداري 28015، وفيها عدة قرى ضمن 15 مقاطعة، وأجزاء من مقاطعات نواحي أخرى، حدود الناحية مركز قضاء النجف شمال شرق، وناحية الرضوية جنوب شرق، وناحية الحيدرية شمالاً وشمال غرب، وناحية الشبكة جنوباً، المسافة بين مدينة النجف وقرية مظلوم التي هي مركز ناحية بانيقيا هي 10 كيلومترات غرباً، استحدثت الناحية يوم 4 نيسان 2012. وفي 13 حزيران سنة 2022 أُعلنَ عن الموافقة على مخطط حدود بلدية ناحية النور. كان استحداث ناحية بانيقيا بعد قرار مجلس المحافظة لتوزيع الأراضي فيها على شرائح مختلفة من المواطنين، منهم موظفون عاجزون ومرضى السرطان ورواد رياضيون والسكان المتجاوزون، مركز الناحية هو قرية النور أو مظلوم.

## مقاطعات الناحية
في ناحية بانيقيا عدة قرى، ضمن 15 مقاطعة وأجزاء من مقاطعات أخرى.
- الحياضية رقم 16.
- الرهيمية رقم 9.
- الأساويد رقم 8.
- العدل.
- مظلوم رقم 14.
- الغزالات.
- الشداد.
- الحيدرية.
- عيون.
- الشجيج رقم 24.
- الرحبة.
- العزية.

### أرقام المقاطعات
4، 5، 8، 9، 11، 12، 13، 14، 15، 16، 17، 18، 19، 21، 22، 23، 24، 25.

## الجغرافية
ناحية النور ذات انحدار قليل، تصل إليها سيول الهضبة الغربية لتصب في بحر النجف.

### أودية الناحية
- وادي الخر.
- وادي الرهيماوي.
- وادي أبو خمسة.
- وادي حسب.
- وادي الملح.[7]